# Liquide ionique
Les liquides ioniques sont des sels possédant une température de fusion inférieure à 100 °C et souvent même inférieure à la température ambiante. Ces derniers présentent de nombreux avantages pratiques et sont donc très utilisés. Le terme générique "liquide ionique" (en anglais : ionic liquid) a été introduit en 1943. L'ioliomique est en chimie (biologie ou médecine) l'étude du comportement des ions dans les liquides.
La liste des liquides ioniques ne cesse d’augmenter. Les cations sont généralement de type dialkylimidazolium, tétraalkylammonium, tétraalkylephosphonium ou alkylpyridium. Les anions sont de type tétrafluoroborate, hexafluorophosphate, halogénure, mésylate, tosylate, ou triflate. Ils forment des liquides seulement constitués de cations et d’anions. 
Leur nature très modulable et leurs propriétés exceptionnelles en font des produits devenus essentiels dans certains domaines de la synthèse et de la catalyse, de l'extraction, de l'électrochimie, de l'analyse chimique ou des biotechnologies, etc. Les liquides ioniques sont ainsi de plus en plus utilisés comme substituts aux solvants organiques traditionnels dans les réactions chimiques ; ou comme fluides conducteurs (électrolytes). Des sels liquides à température ambiante sont importants pour l'application pile électrique. Ils peuvent aussi être utilisés comme mastic pour joints grâce à leur très basse pression de vapeur saturante.

## Propriétés physicochimiques
La température de fusion ou les propriétés de solubilité d’un liquide ionique dépendent à la fois du cation et de l’anion. En faisant varier le cation ou l’anion, il est possible d’obtenir un solvant présentant les propriétés désirées.
- Les liquides ioniques possèdent de très bonnes propriétés de dissolution pour la plupart des composés organiques et inorganiques.
- Ils sont stables à haute température
- Ils ont une pression de vapeur quasiment nulle
- Ils sont non-inflammables (à l'exception de toute une classe de liquides ioniques dit "énergétiques", composés d'anions nitrate ou picrate, par exemple).
- Des études physiques (infrarouge, Raman, diffraction de neutrons, résonance magnétique nucléaire, diffraction de RX), ainsi que des calculs théoriques (dynamique moléculaire), ont montré que les liquides ioniques possèdent une auto-organisation prononcée. Bien qu'il s'agisse de liquides, ils possèdent un caractère "vitreux", et possèdent des hétérogénéités à l'échelle microscopique (à l'échelle de ~0,1 nm). On y rencontre des régions très polaires (comparable à de l'eau) ainsi que des régions apolaires (comparables à des solvants organiques). D'autre part, cette organisation explique la haute conductivité ionique de ces solvants et justifie leur emploi en tant qu'électrolyte.
- Ils peuvent interférer avec le vivant, et on a récemment pu exacerber leur forte activité biologique, ce qui a intéressé des biochimistes, des écologues et des scientifiques du domaine médical et pharmaceutique ; leur toxicité laisse entrevoir des propriétés antimicrobiennes et cytotoxiques susceptibles d'intéresser la médecine. 
Un nouveau concept de principe actif liquide-liquide ionique (API-IL) est envisagé, où des médicaments traditionnels pourraient être présenté en espèce liquide ionique (pharmacie liquide ionique)[2].

### Viscosité
Les liquides ioniques sont généralement des liquides incolores avec une faible viscosité. La viscosité des liquides ioniques est essentiellement déterminée par leur tendance à former des liaisons hydrogène et par leur force d’interaction de Van der Waals. La viscosité des liquides ioniques est plus élevée que celle des solvants moléculaires. Elle augmente avec la longueur des chaînes des cations, et peut être diminuée en augmentant légèrement la température ou en ajoutant de faible quantités de cosolvant organiques.

### Température de fusion
L’augmentation de la taille de l’anion fait baisser la température de fusion. Des faibles interactions intermoléculaires et une bonne distribution de la charge dans le cation abaissent aussi la température de fusion. L’augmentation de la taille des cations, du nombre de substitutions asymétriques réduisent la température de fusion. L’augmentation de la taille de l’anion en gardant la même charge fait diminuer la température de fusion. La stabilité thermique des liquides ioniques est limitée par la force des liaisons carbone-hétéroatome et de la liaison hétéroatome-hydrogène. Les liquides ioniques sont généralement stables à des plus hautes température que les solvants organiques.

### Solubilité
Les propriétés de solubilité des liquides ioniques dépendent des cations ou des anions. En faisant varier l’un ou l’autre, les propriétés de solubilité peuvent être totalement différentes. Les liquides ioniques se comportent comme un solvant non polaire avec les solutés non polaires et de façon polaire avec les solutés polaires. Ils constituent de bons solvants pour une grande quantité de composés organiques, inorganiques et polymériques et sont non miscibles avec les solvants organiques. Les liquides ioniques interagissent principalement avec les solutés via des forces de dispersion et des forces dipolaires. Les forces de dispersion sont constantes pour tous les liquides ioniques mais ce n’est pas le cas des forces dipolaires.
La miscibilité de liquides ioniques avec de l'eau est particulièrement intéressante. Tous les liquides ioniques décrits à ce jour sont hygroscopiques. Certains se mélangent avec de l'eau dans toutes les compositions, tandis que d'autres finissent par saturer et former ensuite deux couches. Ce problème est principalement contrôlé par l'anion du liquide ionique et le cation joue un effet secondaire. La raison est que de fortes liaisons hydrogène peuvent se former entre l'eau et l'anion du liquide ionique.
De nombreux liquides ioniques sont totalement miscibles avec les solvants organiques si ces derniers ont une constante diélectrique élevée. Les liquides ioniques sont généralement non miscibles avec les solvants organiques non polaires comme l’hexane, le toluène ou le diéthyléther à cause de leur constante diélectrique faible. Le produit de réaction est extrait du liquide ionique par extraction.
La solubilité spéciale des liquides ioniques fait intervenir un milieu diphasique dans de nombreux cas.
L’acidité et les propriétés de coordination d’un liquide ionique dépendent surtout de l’anion, ce qui peut paraître étonnant, car les anions utilisés pour fabriquer des liquides ioniques sont généralement décrits comme non-coordinants. Le fait que ces ions apparemment non-coordinants se coordonnent très clairement au centre de métal révèle quelque chose sur la nature de la coordination dans un liquide ionique par rapport à un niveau moléculaire de solvants, qui peuvent avoir des effets catalyseurs dans la chimie.
Si nous considérons un centre cationique métal qui est vacant coordinatively non saturé avec des orbitales moléculaires dissout dans un solvant; les possibilités sont: (i) un anion se coordonne directement sur le centre métallique, (ii) les anions et les cations mai être bien séparés dans le solvant, avec l'application coordonnée à des molécules du solvant, ou le cation et l'anion peuvent exister en tant que (iii) un couple intime, ou (iv) une paire d’ions séparée dans le solvant. Dans un liquide ionique pure il n'existe pas de molécules disponibles de séparer les ions et les cations des liquides ioniques seront repoussés par la charge sur le métal complexe. Ainsi, dans un liquide ionique options (i) et (iii) sont les seuls disponibles. Le centre cationique sera toujours étroitement associé à l'anion. Étant donné que les anions sont proches et il n'y a pas d'autre source de potentiel de paires d'électrons (à moins d'ajouter un réactif) et d'être le solvant et donc en grande excès, ils vont interagir avec le centre de métal dans une certaine mesure. Ainsi, les anions des liquides ioniques sont plus susceptibles de coordonner à un métal de transition le même centre que les anions moléculaires dans un solvant. La clé de réussite des liquides ioniques réside dans l’usage de leur caractéristique de solubilité.

### Stabilité chimique
La manipulation des liquides ioniques dépend essentiellement de la stabilité de l’anion vis-à-vis de l’hydrolyse.
La pureté des liquides ionique est aussi très importante pour le déroulement des réactions. Les liquides ioniques ne peuvent être distillés et doivent donc être synthétisés de manière la plus pure. La constante diélectrique d’un solvant ionique ne peut être mesurée. Les liquides ioniques peuvent être stockés pendant une longue période sans décomposition et sont hautement polaires.
Selon Wang & al; (2017) leur stabilité ne doit pas être surestimée ; et ces produits devraient être manipulés avec précaution.

## Applications
- Comme solvants dans des réactions de synthèse et de catalyse. Par exemple les réactions de cycloaddition de Diels-Alder, l'alkylation et l'acylation Friedel-Crafts, les réactions d'hydrogénation, d'hydroformylation, d'oxydation ou les réactions de Heck.
- Comme substituts aux solvants organiques traditionnels dans les systèmes biphasiques intervenant dans les processus de séparation et d'extraction.
- Comme électrolytes en électrochimie.
- Comme solvant dans la synthèse de matériaux, et plus particulièrement de matériaux nanostructurés : oxydes mésoporeux, nanoparticules métalliques ou particules anisotropes (nanofeuillets ou nanotiges).
- Leur stabilité thermique, leur caractère non inflammable et non volatil en font des solvants d'avenir pour des procédés industriels.
- En biologie, dans la catalyse enzymatique, biocatalyse de cellule-entière et cristallisation de protéines[4].

Structure du [PF6][BMIM], hexafluorophosphate de butyl-méthylimidazolium

- Dans les technologies spatiales, pour générer de la poussée à travers une ionisation par électronébuliseur pour des propulseurs colloïdaux.

## Avantages
- On peut optimiser leurs caractéristiques pour une application donnée en modifiant la nature du couple anion/cation.
- La vitesse des réactions, la sélectivité et le rendement sont souvent meilleurs dans les liquides ioniques.
- Leur non volatilité est mise à profit dans de nombreux processus chimiques, car elle garantit notamment une non-exposition des opérateurs aux vapeurs de solvant.

Les liquides ioniques possèdent une pression de vapeur nulle aux conditions ambiantes et sont donc non-volatils et permettent d’éviter les problèmes de sécurité et de pollution lié à l’évaporation du solvant. Les liquides ioniques sont des bons solvants pour les sels et sont miscibles dans d’autres solvants. Le produit organique de la réaction peut facilement être extrait des liquides ioniques dans lesquels sont présents les catalyseurs. Le catalyseur peut être ainsi être séparé des produits et réutilisé. Bien que l’extraction nécessite l’utilisation d’un solvant organique, le procédé de réutilisation du catalyseur et du solvant reste bénéfique pour l’environnement. De plus, une distillation peut aussi permettre de recueillir le produit.
Cependant la totalité des effets des liquides ioniques sur l’environnement n’a pas été complètement étudié.
Les liquides ioniques peuvent être fonctionnalisés. L’ajout d’un groupement peut augmenter le caractère recyclable d’un liquide ionique

## Défauts
- Nombre de ces composés ont une certaine toxicité intrinsèque. N'étant pas volatils, leur élimination, notamment lors du séchage de composés pharmacologiquement actifs, est très difficile.
- Les solvants sont souvent utilisés comme volants thermiques pour sécuriser des procédés industriels, la température du milieu ne dépassant pas le point d'ébullition du solvant. Avec les liquides ioniques, cette barrière n'existe plus et un emballement de réaction est ainsi susceptible d'atteindre une éventuelle température de décomposition des produits formés
- De même, en cas de surchauffe, des dégradations du solvant peuvent survenir à la place de son évaporation, pouvant mener à d'autres sous-produits toxiques.
- Le prix de revient élevé de ces solvants par rapport aux solvants classiques limite grandement leur utilisation, malgré les possibilités avancées de recyclage.